# Mar del Sud
Mar del Sud is een plaats in het Argentijnse bestuurlijke gebied General Alvarado in de provincie Buenos Aires. De plaats telt 393 inwoners (2001).